# 山口興一
山口 興一（やまぐち おきかず、1909年8月13日 - 2008年12月31日）は、日本の実業家。元関西テレビ放送代表取締役社長、元阪急電鉄副社長、元新阪急ホテル監査役、元京都大学蹴球部OBクラブ会長。

## 来歴・人物
1909年、兵庫県神戸市に生まれる。1927年、甲陽中学校（現在の甲陽学院、6回卒）を卒業。その後、旧制山口高等学校を経て京都大学法学部を卒業。同大学では蹴球部に所属し、後にOBクラブ会長を務めた。
関西テレビ放送代表取締役社長、阪急電鉄副社長、新阪急ホテル監査役、阪急ブレーブスオーナー代行などを歴任した。

## 著書
- 『京都大学蹴球部創部七十周年記念誌』 - 1998.1